# 子供の詩の園

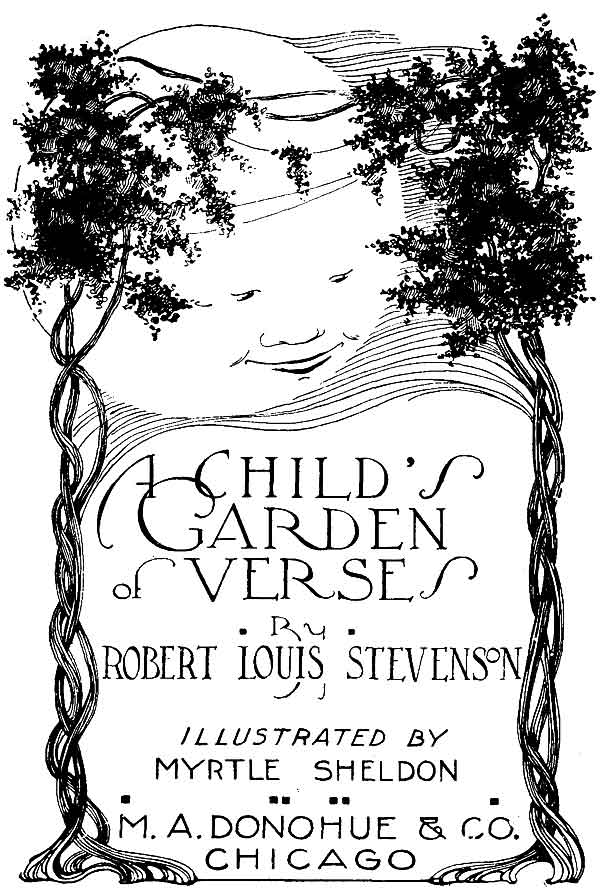
1916年の版の扉ページ

『子供の詩の園』（こどものしのその、英語原題：A Child's Garden of Verses）は、英国スコットランド出身の作家ロバート・ルイス・スティーヴンソンが1885年に出版した子供向けの詩集である。1885年に『ペニー・ホィッスルズ』（Penny Whistles）の題名で刊行された。その後題名が現在に伝わるものに変更されてさまざまな版で刊行されており、挿絵付きも多い。
全部で65篇が収められており、英語圏の人々にはなじみ深い「雨」（Rain）、「街灯火付け人」（The Lamp Lighter）、「ブランコ」（The Swing）などが収録されている。

## 日本語訳書
日本語訳がいくつか出版されている。
- 赤星仙太訳『子供の歌園』（福音社書店、1912年）  [1]
- よしだみどり訳『子どもの詩の園』（白石書店、2000年） ISBN 478663011X
- イーヴ・ガーネット（Eve Garnett）挿絵・間崎ルリ子訳『ある子どもの詩の庭で』（瑞雲舎、2010年）ISBN 9784916016904 [2]

## この本に関連した他の芸術作品
レイナルド・アーンにより、『子供の詩の園』から5つの歌曲が作曲されている。
また、吉田梨絵により無伴奏混声合唱曲として作曲された6編が、2017年11月5日に Chor Meise (指揮：前原克彦) によって初演された。